# 8356 Wadhwa
8356 Wadhwa è un asteroide della fascia principale. Scoperto nel 1989, presenta un'orbita caratterizzata da un semiasse maggiore pari a 2,4317938 UA e da un'eccentricità di 0,2943253, inclinata di 23,12247° rispetto all'eclittica.